# Pitbull (Rapper)/Diskografie
Diese Diskografie ist eine Übersicht über die musikalischen Werke des US-amerikanischen Rappers und Sängers Pitbull. Den Quellenangaben und Schallplattenauszeichnungen zufolge hat er bisher mehr als 124,4 Millionen Tonträger verkauft, davon alleine in seiner Heimat über 78,5 Millionen, damit gehört er zu den Interpreten mit den meistverkauften Tonträgern weltweit. In Deutschland konnte er mehr als 6,4 Millionen Tonträger verkaufen, damit zählt er zu den Musikern mit den meisten Tonträgerverkäufen des Landes. Seine erfolgreichste Veröffentlichung ist die Single Timber mit über 15,4 Millionen verkauften Einheiten. Seine erfolgreichste Veröffentlichung in Deutschland ist die Single Give Me Everything mit über 1,2 Millionen verkauften Einheiten. Darüber hinaus landete er mit On the Floor und Timber zwei weitere Millionenseller in Deutschland, damit zählen alle drei Singles zu den meistverkauften Singles des Landes der 2010er-Jahre. Pitbull selbst zählt mit drei Millionensellern zu den erfolgreichsten Künstlern, bis August 2025 konnten lediglich Freddy Quinn und Ed Sheeran mehr Millionenseller landen.

## Alben

### Studioalben
| Jahr | Titel Musiklabel                                       | Höchstplatzierung, Gesamtwochen, AuszeichnungChartplatzierungen (Jahr, Titel, Musiklabel, Platzierungen, Wochen, Auszeichnungen, Anmerkungen) | Höchstplatzierung, Gesamtwochen, AuszeichnungChartplatzierungen (Jahr, Titel, Musiklabel, Platzierungen, Wochen, Auszeichnungen, Anmerkungen) | Höchstplatzierung, Gesamtwochen, AuszeichnungChartplatzierungen (Jahr, Titel, Musiklabel, Platzierungen, Wochen, Auszeichnungen, Anmerkungen) | Höchstplatzierung, Gesamtwochen, AuszeichnungChartplatzierungen (Jahr, Titel, Musiklabel, Platzierungen, Wochen, Auszeichnungen, Anmerkungen) | Höchstplatzierung, Gesamtwochen, AuszeichnungChartplatzierungen (Jahr, Titel, Musiklabel, Platzierungen, Wochen, Auszeichnungen, Anmerkungen) | Anmerkungen                                                                 |
| Jahr | Titel Musiklabel                                       | DE | AT | CH | UK | US | Anmerkungen                                                                 |
| ---- | ------------------------------------------------------ | --- | --- | --- | --- | --- | --------------------------------------------------------------------------- |
| 2004 | M.I.A.M.I. TVT Records (TVT)                           | — | — | — | — | US14 Gold · (40 Wo.)US | Erstveröffentlichung: 24. August 2004 Verkäufe: + 500.000                   |
| 2006 | El Mariel TVT Records (TVT)                            | — | — | — | — | US17 (10 Wo.)US | Erstveröffentlichung: 30. Oktober 2006 Verkäufe: + 214.000                  |
| 2007 | The Boatlift TVT Records (TVT)                         | DE96 (2 Wo.)DE | AT42 (3 Wo.)AT | CH23 (8 Wo.)CH | — | US50 (6 Wo.)US | Erstveröffentlichung: 27. November 2007                                     |
| 2009 | Rebelution Polo Grounds Music • J Records (Sony)       | DE34 (6 Wo.)DE | AT20 (8 Wo.)AT | CH8 (19 Wo.)CH | — | US8 Gold · (11 Wo.)US | Erstveröffentlichung: 28. August 2009 Verkäufe: + 587.500                   |
| 2010 | Armando Sony Latin (Sony)                              | — | — | — | — | US65 Gold · (2 Wo.)US | Erstveröffentlichung: 31. August 2010 Verkäufe: + 500.000; Spanisches Album |
| 2011 | Planet Pit Polo Grounds Music • J Records (Sony)       | DE6 Platin · (… Wo.)DE | AT3 Gold · (39 Wo.)AT | CH2 Gold · (63 Wo.)CH | UK11 Platin · (18 Wo.)UK | US7 ×2Doppelplatin · (63 Wo.)US | Erstveröffentlichung: 17. Juni 2011 Verkäufe: + 3.276.000                   |
| 2012 | Global Warming Polo Grounds Music • RCA Records (Sony) | DE21 Gold · (4 Wo.)DE | AT12 (16 Wo.)AT | CH15 (14 Wo.)CH | UK— GoldUK | US14 ×2Doppelplatin · (45 Wo.)US | Erstveröffentlichung: 16. November 2012 Verkäufe: + 2.490.000               |
| 2014 | Globalization Polo Grounds Music • RCA Records (Sony)  | — | — | CH34 (2 Wo.)CH | — | US18 Platin · (43 Wo.)US | Erstveröffentlichung: 21. November 2014 Verkäufe: + 1.085.000               |
| 2015 | Dale Sony Latin (Sony)                                 | — | — | CH71 (2 Wo.)CH | — | US97 (1 Wo.)US | Erstveröffentlichung: 17. Juli 2015 Verkäufe: + 30.000                      |
| 2017 | Climate Change Polo Grounds Music • RCA Records (Sony) | — | — | CH69 (1 Wo.)CH | — | US29 (2 Wo.)US | Erstveröffentlichung: 17. März 2017 Verkäufe: + 7.500                       |
| 2019 | Libertad 548 Mr. 305 (The Orchard)                     | — | — | — | — | US— ×2Doppelplatin (Latin)US | Erstveröffentlichung: 27. September 2019 Verkäufe: + 120.000                |
| 2023 | Trackhouse Mr. 305 (The Orchard)                       | — | — | — | — | — | Erstveröffentlichung: 6. Oktober 2023                                       |

### Kompilationen
| Jahr | Titel Musiklabel                                      | Höchstplatzierung, Gesamtwochen, AuszeichnungChartplatzierungen (Jahr, Titel, Musiklabel, Platzierungen, Wochen, Auszeichnungen, Anmerkungen) | Höchstplatzierung, Gesamtwochen, AuszeichnungChartplatzierungen (Jahr, Titel, Musiklabel, Platzierungen, Wochen, Auszeichnungen, Anmerkungen) | Höchstplatzierung, Gesamtwochen, AuszeichnungChartplatzierungen (Jahr, Titel, Musiklabel, Platzierungen, Wochen, Auszeichnungen, Anmerkungen) | Höchstplatzierung, Gesamtwochen, AuszeichnungChartplatzierungen (Jahr, Titel, Musiklabel, Platzierungen, Wochen, Auszeichnungen, Anmerkungen) | Höchstplatzierung, Gesamtwochen, AuszeichnungChartplatzierungen (Jahr, Titel, Musiklabel, Platzierungen, Wochen, Auszeichnungen, Anmerkungen) | Anmerkungen                                                |
| Jahr | Titel Musiklabel                                      | DE | AT | CH | UK | US | Anmerkungen                                                |
| ---- | ----------------------------------------------------- | --- | --- | --- | --- | --- | ---------------------------------------------------------- |
| 2012 | Original Hits Mr. 305 (The Orchard)                   | — | — | — | — | US134 (2 Wo.)US | Erstveröffentlichung: 8. Mai 2012                          |
| 2017 | Greatest Hits Polo Grounds Music • RCA Records (Sony) | — | — | — | UK21 a Platin · (… Wo.)UK | US65 a (… Wo.)US | Erstveröffentlichung: 1. Dezember 2017 Verkäufe: + 470.000 |

### Remixalben
| Jahr | Titel Musiklabel                               | Höchstplatzierung, Gesamtwochen, AuszeichnungChartplatzierungen (Jahr, Titel, Musiklabel, Platzierungen, Wochen, Auszeichnungen, Anmerkungen) | Höchstplatzierung, Gesamtwochen, AuszeichnungChartplatzierungen (Jahr, Titel, Musiklabel, Platzierungen, Wochen, Auszeichnungen, Anmerkungen) | Höchstplatzierung, Gesamtwochen, AuszeichnungChartplatzierungen (Jahr, Titel, Musiklabel, Platzierungen, Wochen, Auszeichnungen, Anmerkungen) | Höchstplatzierung, Gesamtwochen, AuszeichnungChartplatzierungen (Jahr, Titel, Musiklabel, Platzierungen, Wochen, Auszeichnungen, Anmerkungen) | Höchstplatzierung, Gesamtwochen, AuszeichnungChartplatzierungen (Jahr, Titel, Musiklabel, Platzierungen, Wochen, Auszeichnungen, Anmerkungen) | Anmerkungen                              |
| Jahr | Titel Musiklabel                               | DE | AT | CH | UK | US | Anmerkungen                              |
| ---- | ---------------------------------------------- | --- | --- | --- | --- | --- | ---------------------------------------- |
| 2005 | Money Is Still a Major Issue TVT Records (TVT) | — | — | — | — | US25 (18 Wo.)US | Erstveröffentlichung: 15. September 2005 |

### Mixtapes
| Jahr | Titel                                      | Anmerkungen                                              |
| ---- | ------------------------------------------ | -------------------------------------------------------- |
| 2008 | Pitbull: Free Agent                        | Erstveröffentlichung: 17. August 2008 Verkäufe: + 20.000 |
| 2009 | The Streets Are Talking                    | Erstveröffentlichung: 14. Februar 2009                   |
| 2009 | International Takeover: The United Nations | Erstveröffentlichung: 1. Juni 2009                       |
| 2010 | Mr. Worldwide                              | Erstveröffentlichung: 9. November 2010                   |

### EPs
| Jahr | Titel Musiklabel            | Höchstplatzierung, Gesamtwochen, AuszeichnungChartplatzierungen (Jahr, Titel, Musiklabel, Platzierungen, Wochen, Auszeichnungen, Anmerkungen) | Höchstplatzierung, Gesamtwochen, AuszeichnungChartplatzierungen (Jahr, Titel, Musiklabel, Platzierungen, Wochen, Auszeichnungen, Anmerkungen) | Höchstplatzierung, Gesamtwochen, AuszeichnungChartplatzierungen (Jahr, Titel, Musiklabel, Platzierungen, Wochen, Auszeichnungen, Anmerkungen) | Höchstplatzierung, Gesamtwochen, AuszeichnungChartplatzierungen (Jahr, Titel, Musiklabel, Platzierungen, Wochen, Auszeichnungen, Anmerkungen) | Höchstplatzierung, Gesamtwochen, AuszeichnungChartplatzierungen (Jahr, Titel, Musiklabel, Platzierungen, Wochen, Auszeichnungen, Anmerkungen) | Anmerkungen                             |
| Jahr | Titel Musiklabel            | DE | AT | CH | UK | US | Anmerkungen                             |
| ---- | --------------------------- | --- | --- | --- | --- | --- | --------------------------------------- |
| 2006 | Bojangles TVT Records (TVT) | — | — | — | — | — | Erstveröffentlichung: 11. Juli 2006     |
| 2010 | Unreleased Luke Records     | — | — | — | — | — | Erstveröffentlichung: 4. Januar 2010    |
| 2013 | Meltdown RCA Records (Sony) | — | — | — | — | US95 (1 Wo.)US | Erstveröffentlichung: 25. November 2013 |

## Singles

### Als Leadmusiker
| Jahr | Titel Album                                               | Höchstplatzierung, Gesamtwochen, AuszeichnungChartplatzierungen (Jahr, Titel, Album, Platzierungen, Wochen, Auszeichnungen, Anmerkungen) | Höchstplatzierung, Gesamtwochen, AuszeichnungChartplatzierungen (Jahr, Titel, Album, Platzierungen, Wochen, Auszeichnungen, Anmerkungen) | Höchstplatzierung, Gesamtwochen, AuszeichnungChartplatzierungen (Jahr, Titel, Album, Platzierungen, Wochen, Auszeichnungen, Anmerkungen) | Höchstplatzierung, Gesamtwochen, AuszeichnungChartplatzierungen (Jahr, Titel, Album, Platzierungen, Wochen, Auszeichnungen, Anmerkungen) | Höchstplatzierung, Gesamtwochen, AuszeichnungChartplatzierungen (Jahr, Titel, Album, Platzierungen, Wochen, Auszeichnungen, Anmerkungen) | Anmerkungen                                                                                        |
| Jahr | Titel Album                                               | DE | AT | CH | UK | US | Anmerkungen                                                                                        |
| --- | --------------------------------------------------------- | --- | --- | --- | --- | --- | -------------------------------------------------------------------------------------------------- |
| 2004 | Culo M.I.A.M.I.                                           | — | — | — | — | US32 (20 Wo.)US | Erstveröffentlichung: 6. Juli 2004 feat. Lil Jon                                                   |
| 2004 | That’s Nasty M.I.A.M.I.                                   | — | — | — | — | — | Erstveröffentlichung: 27. Oktober 2004 feat. Lil Jon                                               |
| 2004 | Back Up M.I.A.M.I.                                        | — | — | — | — | — | Erstveröffentlichung: 22. Dezember 2004                                                            |
| 2005 | Toma M.I.A.M.I.                                           | — | — | — | — | — | Erstveröffentlichung: 1. Februar 2005 feat. Lil Jon                                                |
| 2005 | Dammit Man M.I.A.M.I.                                     | — | — | — | — | — | Erstveröffentlichung: 8. April 2005 feat. Piccalo                                                  |
| 2005 | Everybody Get Up Money Is Still a Major Issue             | — | — | — | — | — | Erstveröffentlichung: 15. November 2005 feat. Pretty Ricky                                         |
| 2006 | Bojangles El Mariel                                       | — | — | — | — | US91 (1 Wo.)US | Erstveröffentlichung: 12. Juni 2006                                                                |
| 2006 | Ay Chico (Lengua Afuera) El Mariel                        | — | — | — | — | US92 (6 Wo.)US | Erstveröffentlichung: 30. Oktober 2006                                                             |
| 2007 | Go Girl The Boatlift                                      | — | — | — | — | US83 (9 Wo.)US | Erstveröffentlichung: 2007 feat. Trina & Young Bo$$                                                |
| 2007 | The Anthem The Boatlift                                   | DE72 (9 Wo.)DE | — | CH64 (1 Wo.)CH | — | US36 (18 Wo.)US | Erstveröffentlichung: 4. März 2007 feat. Lil Jon                                                   |
| 2007 | Sticky Icky The Boatlift                                  | — | — | — | — | — | Erstveröffentlichung: 15. Mai 2007 feat. Trina & Young Bo$$                                        |
| 2007 | Secret Admirer The Boatlift                               | — | — | — | — | — | Erstveröffentlichung: 27. November 2007 feat. Lloyd                                                |
| 2008 | Krazy Rebelution                                          | — | — | CH59 (2 Wo.)CH | — | US30 Gold · (19 Wo.)US | Erstveröffentlichung: 30. September 2008 Verkäufe: + 590.117; feat. Lil Jon                        |
| 2009 | I Know You Want Me (Calle Ocho) Rebelution                | DE8 Gold · (24 Wo.)DE | AT3 (30 Wo.)AT | CH2 Gold · (38 Wo.)CH | UK4 Platin · (21 Wo.)UK | US2 ×2Doppelplatin · (35 Wo.)US | Erstveröffentlichung: 24. Februar 2009 Verkäufe: + 3.623.666                                       |
| 2009 | Hotel Room Service Rebelution                             | DE22 Platin · (13 Wo.)DE | AT22 (29 Wo.)AT | CH11 (24 Wo.)CH | UK9 Platin · (21 Wo.)UK | US8 ×2Doppelplatin · (23 Wo.)US | Erstveröffentlichung: 11. Juni 2009 Verkäufe: + 3.570.309                                          |
| 2009 | Shut It Down Rebelution                                   | DE30 (8 Wo.)DE | AT35 (6 Wo.)AT | CH41 (8 Wo.)CH | UK33 (6 Wo.)UK | US42 Gold · (14 Wo.)US | Erstveröffentlichung: 2. Oktober 2009 Verkäufe: + 610.000; feat. Akon                              |
| 2010 | Hey Baby (Drop It to the Floor) Planet Pit                | DE24 Gold · (38 Wo.)DE | AT22 Gold · (30 Wo.)AT | CH21 Gold · (35 Wo.)CH | UK38 Silber · (10 Wo.)UK | US7 ×4Vierfachplatin · (31 Wo.)US | Erstveröffentlichung: 14. September 2010 Verkäufe: + 5.239.844; feat. T-Pain                       |
| 2010 | Bon, Bon Armando                                          | DE39 (8 Wo.)DE | AT36 (8 Wo.)AT | CH47 (3 Wo.)CH | — | US61 Gold · (5 Wo.)US | Erstveröffentlichung: 25. Oktober 2010 Verkäufe: + 530.000                                         |
| 2011 | Give Me Everything Planet Pit                             | DE2 ×2Doppelplatin · (45 Wo.)DE | AT2 Platin · (40 Wo.)AT | CH2 ×2Doppelplatin · (46 Wo.)CH | UK1 ×3Dreifachplatin · (40 Wo.)UK | US1 Diamant · (45 Wo.)US | Erstveröffentlichung: 22. März 2011 Verkäufe: + 15.495.146; feat. Ne-Yo, Afrojack & Nayer          |
| 2011 | Turn Around, Pt. 2 –                                      | — | — | — | — | — | Erstveröffentlichung: 17. Mai 2011 mit Flo Rida                                                    |
| 2011 | Rain Over Me Planet Pit                                   | DE7 Gold · (25 Wo.)DE | AT5 Gold · (38 Wo.)AT | CH3 ×2Doppelplatin · (42 Wo.)CH | UK28 Silber · (11 Wo.)UK | US30 ×2Doppelplatin · (19 Wo.)US | Erstveröffentlichung: 10. Juni 2011 Verkäufe: + 3.206.320; feat. Marc Anthony                      |
| 2011 | International Love Planet Pit                             | DE21 Gold · (16 Wo.)DE | AT8 Gold · (28 Wo.)AT | CH13 Platin · (26 Wo.)CH | UK10 Platin · (20 Wo.)UK | US13 ×4Vierfachplatin · (26 Wo.)US | Erstveröffentlichung: 1. November 2011 Verkäufe: + 5.692.900; feat. Chris Brown                    |
| 2012 | Back in Time Men in Black 3 O.S.T. / Global Warming       | DE5 Platin · (30 Wo.)DE | AT1 Platin · (27 Wo.)AT | CH6 Platin · (26 Wo.)CH | UK21 (8 Wo.)UK | US11 ×2Doppelplatin · (20 Wo.)US | Erstveröffentlichung: 26. März 2012 Verkäufe: + 3.089.200                                          |
| 2012 | Get It Started Global Warming                             | DE31 (10 Wo.)DE | AT17 (5 Wo.)AT | CH32 (2 Wo.)CH | UK64 (1 Wo.)UK | US89 (2 Wo.)US | Erstveröffentlichung: 25. Juni 2012 Verkäufe: + 135.000; feat. Shakira                             |
| 2012 | Don’t Stop the Party Global Warming                       | DE23 (11 Wo.)DE | AT10 (16 Wo.)AT | CH59 (2 Wo.)CH | UK7 Gold · (19 Wo.)UK | US17 ×2Doppelplatin · (20 Wo.)US | Erstveröffentlichung: 25. September 2012 Verkäufe: + 2.985.000; feat. TJR                          |
| 2013 | Feel This Moment Global Warming                           | DE9 Platin · (32 Wo.)DE | AT2 Platin · (27 Wo.)AT | CH7 Platin · (34 Wo.)CH | UK5 Platin · (15 Wo.)UK | US8 ×4Vierfachplatin · (24 Wo.)US | Erstveröffentlichung: 22. Februar 2013 Verkäufe: + 5.902.818; feat. Christina Aguilera             |
| 2013 | Timber Global Warming: Meltdown                           | DE1 Diamant · (47 Wo.)DE | AT1 Platin · (29 Wo.)AT | CH3 Platin · (37 Wo.)CH | UK1 ×4Vierfachplatin · (43 Wo.)UK | US1 Diamant · (39 Wo.)US | Erstveröffentlichung: 7. Oktober 2013 Verkäufe: + 15.436.666; feat. Kesha                          |
| 2014 | Wild Wild Love Globalization                              | — | — | — | UK6 Silber · (7 Wo.)UK | US30 Platin · (18 Wo.)US | Erstveröffentlichung: 25. Februar 2014 Verkäufe: + 1.357.500; feat. G.R.L.                         |
| 2014 | El taxi Dale                                              | — | — | — | — | — | Erstveröffentlichung: 20. März 2014 feat. Sensato & Osmani Garcia                                  |
| 2014 | We Are One (Ole Ola) Globalization / One Love, One Rhythm | DE6 Gold · (22 Wo.)DE | AT6 (18 Wo.)AT | CH2 Gold · (16 Wo.)CH | UK29 (4 Wo.)UK | US59 Gold · (6 Wo.)US | Erstveröffentlichung: 7. April 2014 Verkäufe: + 790.000; feat. Jennifer Lopez & Claudia Leitte     |
| 2014 | Como yo le doy Dale                                       | — | — | — | — | — | Erstveröffentlichung: 8. Juli 2014 feat. Don Miguelo                                               |
| 2014 | Fireball Globalization                                    | DE22 Gold · (23 Wo.)DE | AT12 (11 Wo.)AT | CH51 (6 Wo.)CH | UK49 Platin · (2 Wo.)UK | US23 ×4Vierfachplatin · (20 Wo.)US | Erstveröffentlichung: 23. Juli 2014 Verkäufe: + 5.220.000; feat. John Ryan                         |
| 2014 | Time of Our Lives Globalization / Non-Fiction             | DE22 Platin · (21 Wo.)DE | AT26 (15 Wo.)AT | CH35 (20 Wo.)CH | UK27 ×2Doppelplatin · (25 Wo.)UK | US9 ×5Fünffachplatin · (27 Wo.)US | Erstveröffentlichung: 17. November 2014 Verkäufe: + 7.200.000; mit Ne-Yo                           |
| 2014 | Piensas (Dile la verdad) Dale                             | — | — | — | — | — | Erstveröffentlichung: 20. November 2014 feat. Gente De Zona                                        |
| 2014 | Celebrate Globalization                                   | — | — | — | — | — | Erstveröffentlichung: 5. Dezember 2014 Soundtrack zu Die Pinguine aus Madagascar                   |
| 2015 | Fun Globalization                                         | DE36 (14 Wo.)DE | AT44 (7 Wo.)AT | CH50 (4 Wo.)CH | UK68 (5 Wo.)UK | US40 Platin · (15 Wo.)US | Erstveröffentlichung: 21. April 2015 Verkäufe: + 1.065.000; feat. Chris Brown                      |
| 2015 | Baddest Girl in Town Dale                                 | — | — | — | — | — | Erstveröffentlichung: 14. August 2015 feat. Mohombi & Wisin                                        |
| 2016 | Messin’ Around Climate Change                             | — | — | — | — | US64 Gold · (8 Wo.)US | Erstveröffentlichung: 8. April 2016 Verkäufe: + 500.000; feat. Enrique Iglesias                    |
| 2016 | Superstar –                                               | — | — | — | — | — | Erstveröffentlichung: 23. Mai 2016 feat. Becky G                                                   |
| 2016 | Greenlight Climate Change                                 | DE90 (1 Wo.)DE | — | — | UK— SilberUK | US95 Gold · (4 Wo.)US | Erstveröffentlichung: 22. Juli 2016 Verkäufe: + 740.000; feat. Flo Rida & Lunchmoney Lewis         |
| 2016 | Can’t Have Climate Change                                 | — | — | — | — | — | Erstveröffentlichung: 21. November 2016 feat. Steven A. Clark & Ape Drums                          |
| 2017 | Options Climate Change                                    | — | — | — | — | — | Erstveröffentlichung: 17. Februar 2017 Verkäufe: + 90.000; feat. Stephen Marley                    |
| 2017 | Hey Ma Climate Change • Fast & Furious 8 (O.S.T.)         | DE64 (3 Wo.)DE | AT73 (1 Wo.)AT | CH30 (12 Wo.)CH | — | US— GoldUS | Erstveröffentlichung: 10. März 2017 Verkäufe: + 200.000; mit J Balvin feat. Camila Cabello         |
| 2017 | Jungle Greatest Hits                                      | — | — | — | — | — | Erstveröffentlichung: 10. November 2017 mit Stereotypes feat. E-40 & Abraham Mateo                 |
| 2018 | Dame tu cosita –                                          | — | — | — | — | US36 ×7Siebenfachplatin · (9 Wo.)US | Erstveröffentlichung: 2. April 2018 Verkäufe: + 920.000; mit El Chombo & Karol G feat. Cutty Ranks |
| 2018 | Amore Gotti O.S.T.                                        | — | — | — | — | — | Erstveröffentlichung: 15. Juni 2018 feat. Leona Lewis                                              |
| 2019 | No lo trates Libertad 548                                 | — | — | CH74 (1 Wo.)CH | — | US— Diamant + Platin (Latin)US | Erstveröffentlichung: 19. April 2019 Verkäufe: + 690.000; feat. Daddy Yankee & Natti Natasha       |
| 2020 | Further Up (Na, Na, Na, Na, Na) –                         | — | — | — | — | — | Erstveröffentlichung: 24. Januar 2020 mit Static & Ben El Tavori                                   |
| 2020 | Me quedaré contigo Libertad 548                           | — | — | CH74 (1 Wo.)CH | — | US— ×2Doppelplatin (Latin)US | Erstveröffentlichung: 31. Januar 2020 feat. Ne-Yo feat. Lenier & El Micha                          |
| 2021 | Ten Cuidado –                                             | — | — | — | — | US— Platin (Latin)US | Erstveröffentlichung: 12. März 2021 mit Farruko & Iamchino feat. El Alfa & Omar Courtz             |
| 2024 | Now or Never –                                            | — | — | — | — | — | Erstveröffentlichung: 14. November 2024 mit Bon Jovi                                               |
| 2025 | Tamo bien –                                               | — | — | — | — | — | Erstveröffentlichung: 5. März 2025 mit Enrique Iglesias & Iamchino                                 |
| Folgende Lieder erschienen nicht als Single, wurden aber durch das Album zum Download und Streaming bereitgestellt und konnten somit eine Platzierung erlangen: |                                                           | | | | | | |
| |                                                           | | | | | | |
| 2011 | Pause Planet Pit                                          | — | AT73 (1 Wo.)AT | — | UK96 (1 Wo.)UK | US73 (1 Wo.)US | Charteinstieg: Juni 2011                                                                           |
| 2011 | Shake Señora Planet Pit                                   | — | — | — | — | US69 Platin · (2 Wo.)US | Charteinstieg: 7. September 2011 feat. T-Pain & Sean Paul; Promo-Single                            |
| 2013 | Outta Nowhere Global Warming                              | DE67 (6 Wo.)DE | AT19 (11 Wo.)AT | — | — | — | Charteinstieg: August 2013 feat. Danny Mercer & Jamie Drastik                                      |

### Als Gastmusiker
| Jahr | Titel Album                                             | Höchstplatzierung, Gesamtwochen, AuszeichnungChartplatzierungen (Jahr, Titel, Album, Platzierungen, Wochen, Auszeichnungen, Anmerkungen) | Höchstplatzierung, Gesamtwochen, AuszeichnungChartplatzierungen (Jahr, Titel, Album, Platzierungen, Wochen, Auszeichnungen, Anmerkungen) | Höchstplatzierung, Gesamtwochen, AuszeichnungChartplatzierungen (Jahr, Titel, Album, Platzierungen, Wochen, Auszeichnungen, Anmerkungen) | Höchstplatzierung, Gesamtwochen, AuszeichnungChartplatzierungen (Jahr, Titel, Album, Platzierungen, Wochen, Auszeichnungen, Anmerkungen) | Höchstplatzierung, Gesamtwochen, AuszeichnungChartplatzierungen (Jahr, Titel, Album, Platzierungen, Wochen, Auszeichnungen, Anmerkungen) | Anmerkungen |
| Jahr | Titel Album                                             | DE | AT | CH | UK | US | Anmerkungen |
| ---- | ------------------------------------------------------- | --- | --- | --- | --- | --- | --- |
| 2005 | Shake U.S.A. (United State of Atlanta)                  | — | — | — | UK49 (2 Wo.)UK | US41 (20 Wo.)US | Erstveröffentlichung: 23. August 2005 Ying Yang Twins feat. Pitbull                                                  |
| 2005 | Hit the Floor The Day After                             | — | — | — | — | US94 (6 Wo.)US | Erstveröffentlichung: Oktober 2005 Twista feat. Pitbull                                                              |
| 2006 | Holla at Me Listennn … the Album                        | — | — | — | — | US59 (5 Wo.)US | Erstveröffentlichung: 28. Februar 2006 DJ Khaled feat. Lil Wayne, Paul Wall, Fat Joe, Rick Ross & Pitbull            |
| 2006 | Born-n-Raised Listennn … the Album                      | — | — | — | — | — | Erstveröffentlichung: 6. Juni 2006 DJ Khaled feat. Trick Daddy, Rick Ross & Pitbull                                  |
| 2007 | Crazy Unexpected                                        | DE35 (9 Wo.)DE | AT65 (3 Wo.)AT | — | UK74 (1 Wo.)UK | — | Erstveröffentlichung: 5. Juli 2007 Lumidee feat. Pitbull                                                             |
| 2008 | Move Shake Drop Category 6                              | — | — | — | — | US56 (5 Wo.)US | Erstveröffentlichung: 10. Mai 2008 DJ Laz feat. Flo Rida, Casely & Pitbull                                           |
| 2008 | Mi alma se muere The Chosen Few III: The Movie          | — | — | — | — | — | Erstveröffentlichung: 1. November 2008 Chosen Few feat. Fuego, Omega & Pitbull                                       |
| 2009 | Feel It Go DJ!                                          | — | — | — | — | — | Erstveröffentlichung: 10. Februar 2009 DJ Felli Fel feat. T-Pain, Sean Paul, Flo Rida & Pitbull                      |
| 2009 | Shooting Star Feel the Rush Vol. 1                      | — | — | — | — | — | Erstveröffentlichung: 17. Februar 2009 David Rush feat. LMFAO, Pitbull & Kevin Rudolf                                |
| 2009 | Now I’m That Bitch Underground Sunshine                 | — | — | — | UK40 (3 Wo.)UK | — | Erstveröffentlichung: 19. Juni 2009 Livvi Franc feat. Pitbull                                                        |
| 2009 | Ni rosas ni juguetes Gran City Pop                      | — | — | — | — | — | Erstveröffentlichung: 23. Juni 2009 Paulina Rubio feat. Pitbull                                                      |
| 2009 | Fresh out the Oven Love?                                | — | — | — | — | — | Erstveröffentlichung: 5. Oktober 2009 Jennifer Lopez feat. Pitbull                                                   |
| 2009 | Now You See It (Shake That Ass) –                       | — | — | — | — | — | Erstveröffentlichung: 7. Oktober 2009 Honorebel feat. Pitbull & Jump Smokers                                         |
| 2010 | Egoísta Carpe Diem                                      | — | — | — | — | — | Erstveröffentlichung: 23. Februar 2010 Belinda feat. Pitbull                                                         |
| 2010 | Armada Latina Rise Up                                   | — | — | — | — | — | Erstveröffentlichung: 2. März 2010 Cypress Hill feat. Pitbull & Marc Anthony                                         |
| 2010 | All Night Long Overcome                                 | DE60 (3 Wo.)DE | — | CH60 (3 Wo.)CH | UK4 Silber · (23 Wo.)UK | — | Erstveröffentlichung: 29. März 2010 Verkäufe: + 240.000; Alexandra Burke feat. Pitbull                               |
| 2010 | I Like It Euphoria                                      | DE10 Gold · (27 Wo.)DE | AT6 Gold · (29 Wo.)AT | CH6 Gold · (19 Wo.)CH | UK4 Platin · (21 Wo.)UK | US4 ×4Vierfachplatin · (38 Wo.)US | Erstveröffentlichung: 3. Mai 2010 Verkäufe: 5.581.400; Enrique Iglesias feat. Pitbull                                |
| 2010 | DJ Got Us Fallin’ in Love Versus                        | DE5 ×2Doppelplatin · (40 Wo.)DE | AT5 Gold · (27 Wo.)AT | CH4 Platin · (42 Wo.)CH | UK7 Platin · (31 Wo.)UK | US4 ×8Achtfachplatin · (34 Wo.)US | Erstveröffentlichung: 20. Juni 2010 Verkäufe: + 11.792.327; Usher feat. Pitbull                                      |
| 2010 | Rock It Like It’s Spring Break Kings of the Dancefloor! | — | — | — | — | — | Erstveröffentlichung: 27. Juli 2010 Jump Smokers feat. Pitbull                                                       |
| 2010 | Get to Know Me Better Anthem Inc.                       | — | — | — | — | — | Erstveröffentlichung: 21. September 2010 Naughty by Nature feat. Pitbull                                             |
| 2011 | On the Floor Love?                                      | DE1 ×7Siebenfachgold · (54 Wo.)DE | AT1 (42 Wo.)AT | CH1 ×4Vierfachplatin · (51 Wo.)CH | UK1 ×3Dreifachplatin · (33 Wo.)UK | US3 ×3Dreifachplatin · (29 Wo.)US | Erstveröffentlichung: 11. Februar 2011 Verkäufe: + 9.503.113; Jennifer Lopez feat. Pitbull                           |
| 2011 | Rabiosa Sale el sol                                     | DE26 (15 Wo.)DE | AT6 (17 Wo.)AT | CH3 Gold · (21 Wo.)CH | — | — | Erstveröffentlichung: 8. April 2011 Verkäufe: + 503.000; Shakira feat. Pitbull                                       |
| 2011 | Superstar Kings of the Dancefloor!                      | — | AT41 (4 Wo.)AT | — | — | — | Erstveröffentlichung: 29. Mai 2011 Jump Smokers! & Qwote feat. Pitbull                                               |
| 2011 | Suave (Kiss Me) –                                       | — | — | — | — | — | Erstveröffentlichung: 2. August 2011 Nayer feat. Mohombi & Pitbull                                                   |
| 2011 | Pass at Me –                                            | DE27 (6 Wo.)DE | — | — | UK40 (2 Wo.)UK | — | Erstveröffentlichung: 13. September 2011 Timbaland feat. David Guetta & Pitbull                                      |
| 2011 | We Run the Night (Remix) When the Lights Go Out         | — | — | — | — | US26 Platin · (22 Wo.)US | Erstveröffentlichung: 27. September 2011 Verkäufe: + 1.435.000; Havana Brown feat. Pitbull                           |
| 2011 | I Like How It Feels Sex and Love                        | — | — | — | — | US74 (3 Wo.)US | Erstveröffentlichung: 4. Oktober 2011 Verkäufe: + 152.500; Enrique Iglesias feat. The WAV.s & Pitbull                |
| 2011 | Bailando por el mundo The King of Dance                 | — | — | CH15 (4 Wo.)CH | — | — | Erstveröffentlichung: 4. Oktober 2011 Juan Magán & El Cata feat. Pitbull                                             |
| 2011 | Throw Your Hands Up –                                   | — | — | — | UK13 Gold · (6 Wo.)UK | — | Erstveröffentlichung: 29. Oktober 2011 Verkäufe: + 610.000; Qwote feat. Lucenzo & Pitbull                            |
| 2011 | U Know It Ain’t Love –                                  | DE49 (9 Wo.)DE | AT52 (2 Wo.)AT | CH43 (2 Wo.)CH | — | — | Erstveröffentlichung: 5. Dezember 2011 R. J. feat. Pitbull                                                           |
| 2011 | Rock the Boat Disco Crash                               | DE45 (5 Wo.)DE | AT51 (3 Wo.)AT | CH20 (10 Wo.)CH | — | — | Erstveröffentlichung: 19. Dezember 2011 Verkäufe: + 15.000; Bob Sinclar feat. Fatman Scoop, Dragonfly & Pitbull      |
| 2012 | Richest Man –                                           | — | — | — | — | — | Erstveröffentlichung: 12. März 2012 Play N’ Skillz feat. Pitbull                                                     |
| 2012 | Bedroom –                                               | DE40 (3 Wo.)DE | AT39 (3 Wo.)AT | CH41 (1 Wo.)CH | — | — | Erstveröffentlichung: 16. März 2012 Redd feat. Qwote & Pitbull                                                       |
| 2012 | Dance Again Dance Again … The Hits                      | DE14 Platin · (28 Wo.)DE | AT8 Gold · (19 Wo.)AT | CH14 (23 Wo.)CH | UK11 Silber · (4 Wo.)UK | US17 Platin · (18 Wo.)US | Erstveröffentlichung: 2. April 2012 Verkäufe: + 2.191.640; Jennifer Lopez feat. Pitbull                              |
| 2012 | There She Goes TY.O                                     | DE5 ×3Dreifachgold · (22 Wo.)DE | AT8 (24 Wo.)AT | CH2 Gold · (22 Wo.)CH | UK12 (5 Wo.)UK | — | Erstveröffentlichung: 20. April 2012 Verkäufe: + 465.000; Taio Cruz feat. Pitbull                                    |
| 2012 | I’m All Yours Neon                                      | DE40 (9 Wo.)DE | AT57 (1 Wo.)AT | — | — | US85 (1 Wo.)US | Erstveröffentlichung: 22. Mai 2012 Verkäufe: + 147.500; Jay Sean feat. Pitbull                                       |
| 2012 | Sin Ti (I Don’t Want to Miss a Thing) My World 2        | — | — | — | — | — | Erstveröffentlichung: 5. August 2012 Verkäufe: + 147.500; Dyland & Lenny feat. Pitbull & Beatriz Luengo              |
| 2012 | Beat on My Drum –                                       | — | — | — | — | — | Erstveröffentlichung: 21. August 2012 Gabry Ponte feat. Pitbull & Sophia Del Carmen                                  |
| 2012 | Live 4 Die 4 –                                          | — | — | — | — | — | Erstveröffentlichung: 14. September 2012 R. J. feat. Pitbull                                                         |
| 2012 | 100 % Freaky –                                          | — | — | — | — | — | Erstveröffentlichung: 14. September 2012 A-Roma feat. Pitbull, R. J. & Play N’ Skillz                                |
| 2012 | Till the Stars Come Out –                               | — | — | — | — | — | Erstveröffentlichung: 7. Dezember 2012 Estello feat. Pitbull & Roscoe Umali                                          |
| 2012 | Name of Love Music Saved My Life                        | — | — | — | — | — | Erstveröffentlichung: 2012 Jean-Roch feat. Pitbull & Nayer                                                           |
| 2012 | Lettin’ Go –                                            | — | — | — | — | — | Erstveröffentlichung: 2012 Qwote feat. Pitbull                                                                       |
| 2013 | Sexy People (The Fiat Song) –                           | — | — | — | — | US97 (1 Wo.)US | Erstveröffentlichung: Februar 2013 Arianna feat. Pitbull                                                             |
| 2013 | Spring Love 2013 –                                      | DE87 (1 Wo.)DE | — | — | — | — | Erstveröffentlichung: Februar 2013 Stevie B feat. Pitbull                                                            |
| 2013 | Spread My Wings –                                       | — | — | — | — | — | Erstveröffentlichung: 15. März 2013 Vine Street feat. Pitbull, Dale Saunders & Raquel                                |
| 2013 | Live It Up –                                            | DE36 (10 Wo.)DE | AT23 (16 Wo.)AT | CH33 (9 Wo.)CH | UK17 (4 Wo.)UK | US60 (6 Wo.)US | Erstveröffentlichung: 8. Mai 2013 Verkäufe: + 105.000; Jennifer Lopez feat. Pitbull                                  |
| 2013 | Habibi I Love You –                                     | — | — | — | — | — | Erstveröffentlichung: 17. Juni 2013 Ahmed Chawki feat. Pitbull                                                       |
| 2013 | Exotic –                                                | — | — | — | — | — | Erstveröffentlichung: 9. Juli 2013 Priyanka Chopra feat. Pitbull                                                     |
| 2013 | Booty Booty –                                           | — | — | — | — | — | Erstveröffentlichung: 23. Juli 2013 Sensato feat. Pitbull                                                            |
| 2013 | Confesion –                                             | — | — | — | — | — | Erstveröffentlichung: 25. Juli 2013 Sensato feat. Pitbull                                                            |
| 2013 | Can’t Believe It –                                      | DE4 (15 Wo.)DE | AT16 (8 Wo.)AT | CH19 (9 Wo.)CH | — | — | Erstveröffentlichung: 29. Juli 2013 Verkäufe: + 35.000; Flo Rida feat. Pitbull                                       |
| 2013 | Sopa de Caracol One Flag                                | — | — | — | — | — | Erstveröffentlichung: 30. Juli 2013 Elvis Crespo feat. Pitbull                                                       |
| 2013 | Love Is Going Nowhere –                                 | — | — | — | — | — | Erstveröffentlichung: 1. August 2013 Diva feat. Pitbull, Taboo & Roscoe Umali                                        |
| 2013 | Seize the Night Honor Roll                              | — | — | — | — | — | Erstveröffentlichung: 23. August 2013 Honorebel feat. Pitbull                                                        |
| 2013 | Fire Tattoos                                            | DE91 (1 Wo.)DE | — | CH73 (1 Wo.)CH | — | — | Erstveröffentlichung: 20. September 2013 Jason Derulo feat. Pitbull                                                  |
| 2013 | Freak (Where I Wanna Be) –                              | — | — | — | — | — | Erstveröffentlichung: 8. November 2013 Hype Active vs. Nile Rodgers feat. Pitbull, Play ‘N’ Skillz & Vonzell Solomon |
| 2014 | I’m a Freak Sex and Love                                | DE56 (5 Wo.)DE | AT39 (5 Wo.)AT | — | UK4 Silber · (16 Wo.)UK | — | Erstveröffentlichung: 14. Januar 2014 Verkäufe: + 230.000; Enrique Iglesias feat. Pitbull                            |
| 2014 | Mmm Yeah The Secret                                     | DE72 (3 Wo.)DE | AT57 (2 Wo.)AT | CH62 (1 Wo.)CH | UK34 (3 Wo.)UK | US49 Gold · (15 Wo.)US | Erstveröffentlichung: 26. Januar 2014 Verkäufe: + 535.000; Austin Mahone feat. Pitbull                               |
| 2014 | I Love You… Te Quiero C.R.H.C                           | — | — | — | — | — | Erstveröffentlichung: 22. Januar 2014 Belinda feat. Pitbull                                                          |
| 2014 | Get on the Floor (Vamos Dancar) C.R.H.C                 | — | — | — | — | — | Erstveröffentlichung: 14. Februar 2014 Carolina Márquez & Dale Saunders feat. Pitbull                                |
| 2014 | Can’t Get Enough Play It Again                          | — | — | — | — | — | Erstveröffentlichung: 29. März 2014 Becky G feat. Pitbull                                                            |
| 2014 | Drink to That All Night (Remix) –                       | — | — | — | — | — | Erstveröffentlichung: 19. Mai 2014 Jerrod Niemann feat. Pitbull                                                      |
| 2014 | Good Time –                                             | — | — | — | — | — | Erstveröffentlichung: 14. Juli 2014 Inna feat. Pitbull                                                               |
| 2014 | Yo Quiero (Si Tú Te Enamores) –                         | — | — | — | — | — | Erstveröffentlichung: 7. August 2014 Gente de Zona feat. Pitbull                                                     |
| 2014 | Lepo Lepo –                                             | DE67 (2 Wo.)DE | — | — | — | — | Erstveröffentlichung: 15. August 2014 Psirico feat. Pitbull                                                          |
| 2014 | Booty A.K.A.                                            | DE78 (1 Wo.)DE | — | — | — | US18 (9 Wo.)US | Erstveröffentlichung: 23. September 2014 Verkäufe: + 500.000; Jennifer Lopez feat. Pitbull / Iggy Azalea             |
| 2014 | Show Me What U Got –                                    | — | — | — | — | — | Erstveröffentlichung: 24. Oktober 2014 Astoria feat. Pitbull                                                         |
| 2014 | Scared –                                                | — | — | — | — | — | Erstveröffentlichung: 24. Oktober 2014 Tera & Play N Skillz feat. Amanda Wilson & Pitbull                            |
| 2014 | Let Me Be Your Lover Sex and Love                       | — | — | — | — | — | Erstveröffentlichung: 24. November 2014 Enrique Iglesias feat. Pitbull                                               |
| 2015 | Mr. Put It Down –                                       | — | — | — | — | — | Erstveröffentlichung: 11. März 2015 Ricky Martin feat. Jennifer Lopez & Pitbull                                      |
| 2015 | Back It Up Double Vision                                | — | — | — | — | US92 Gold · (2 Wo.)US | Erstveröffentlichung: 4. Mai 2015 Verkäufe: + 530.000; Prince Royce feat. Jennifer Lopez & Pitbull                   |
| 2015 | Only Love –                                             | — | — | — | — | — | Erstveröffentlichung: 11. Dezember 2015 Shaggy feat. Pitbull & Gene Noble                                            |
| 2016 | Bailar (Remix) –                                        | — | — | — | — | — | Erstveröffentlichung: 2. September 2016 Verkäufe: + 25.000; Deorro feat. Pitbull & Elvis Crespo                      |
| 2017 | Por favor Fifth Harmony                                 | — | — | — | — | — | Erstveröffentlichung: 27. Oktober 2017 Fifth Harmony feat. Pitbull                                                   |
| 2017 | Ojos q no ven –                                         | — | — | — | — | — | Erstveröffentlichung: 29. Dezember 2017 Stephen Oaks & JayKay feat. Pitbull                                          |
| 2018 | Carnaval –                                              | — | — | — | — | — | Erstveröffentlichung: 26. Januar 2018 Verkäufe: + 20.000; Claudia Leitte feat. Pitbull                               |
| 2018 | Move to Miami Final                                     | — | — | CH81 (1 Wo.)CH | — | — | Erstveröffentlichung: 3. Mai 2018 Verkäufe: + 70.000; Enrique Iglesias feat. Pitbull                                 |
| 2020 | Te Quiero Baby (I Love You Baby) Alter Ego              | — | — | — | — | US— Platin (Latin)US | Erstveröffentlichung: 14. August 2020 Chesca feat. Pitbull & Frankie Valli                                           |
| 2021 | Discoteca The Most Winning                              | — | — | — | — | US— Gold (Latin)US | Erstveröffentlichung: 30. Dezember 2021 IAmChino feat. Pitbull                                                       |

## Musikvideos
| Jahr | Titel                           | Regie                        |
| ---- | ------------------------------- | ---------------------------- |
| 2004 | Culo                            | Chike Ozah, Coodie Simmons   |
| 2004 | Dammit Man                      | Flyy Kai                     |
| 2005 | Toma                            | Jessy Terrero, Lil Jon       |
| 2005 | Everybody Get Up                | Dr. Teeth                    |
| 2006 | Bojangles                       | Marcus Raboy                 |
| 2006 | Be Quiet                        |                              |
| 2006 | Ay Chico (Lengua Afuera)        | Bernard Gourley              |
| 2007 | Go Girl                         | David Rousseau               |
| 2007 | Secret Admirer                  | David Rousseau               |
| 2008 | The Anthem                      | David Rousseau               |
| 2008 | Krazy                           | David Rousseau               |
| 2009 | I Know You Want Me (Calle Ocho) | David Rousseau               |
| 2009 | Blanco                          | Dereck Janniere, Paul Hunter |
| 2009 | Hotel Room Service              | David Rousseau               |
| 2009 | Shut It Down                    | David Rousseau               |
| 2009 | Can’t Stop Me Now               | David Rousseau               |
| 2009 | Pearly Gates                    | David Rousseau               |
| 2009 | Watagatapitusberry              | David Rousseau               |
| 2010 | Maldito Alcohol                 |                              |
| 2010 | Bon, Bon                        |                              |
| 2010 | Tu Cuerpo                       |                              |
| 2010 | Hey Baby (Drop It to the Floor) | David Rousseau               |
| 2011 | Give Me Everything              | David Rousseau               |
| 2011 | Rain Over Me                    | David Rousseau               |
| 2011 | International Love              | David Rousseau               |
| 2012 | Back in Time                    |                              |
| 2012 | Get It Started                  | David Rousseau               |
| 2012 | Don’t Stop the Party            | David Rousseau               |

| Jahr | Titel                                             | Regie           |
| ---- | ------------------------------------------------- | --------------- |
| 2009 | Armada Latina (feat. Cypress Hill & Marc Anthony) |                 |
| 2009 | Now I’m That Bitch (feat. Livvi Franc)            | Sarah Chatfield |
| 2010 | All Night Long (feat. Alexandra Burke)            | Dale Resteghini |
| 2010 | I Like It (feat. Enrique Iglesias)                | Wayne Isham     |
| 2010 | I Like It (Jersey Shore Version)                  | David Rousseau  |
| 2010 | DJ Got Us Fallin’ in Love (feat. Usher)           | Hiro Murai      |
| 2011 | On the Floor (feat. Jennifer Lopez)               | TAJ Stansberry  |
| 2012 | Dance Again (feat. Jennifer Lopez)                | Paul Hunter     |
| 2012 | I’m All Yours (feat. Jay Sean)                    | Gil Green       |

## Promoveröffentlichungen
| Jahr | Titel Album                                              | Anmerkungen                                                             |
| ---- | -------------------------------------------------------- | ----------------------------------------------------------------------- |
| 2006 | Dime (Remix) El Mariel                                   | Erstveröffentlichung: 30. Oktober 2006 feat. Ken-Y                      |
| 2006 | Fuego El Mariel                                          | Erstveröffentlichung: 31. Oktober 2006                                  |
| 2007 | Tell Me The Boatlift                                     | Erstveröffentlichung: 2007 feat. Frankie J & Ken-Y                      |
| 2008 | Swing (Remix) –                                          | Erstveröffentlichung: 23. September 2008                                |
| 2009 | Patron Tequila –                                         | Erstveröffentlichung: 17. April 2009 mit The Paradiso Girls             |
| 2009 | Fresh Out the Oven –                                     | Erstveröffentlichung: 7. Oktober 2009 mit Lola                          |
| 2009 | Ni Rosas Ni Juguetes (Mr. 305 Remix) –                   | Erstveröffentlichung: 10. November 2009 mit Paulina Rubio               |
| 2010 | Game On Armando                                          | Erstveröffentlichung: 7. Juni 2010 mit TKZee & Dario G                  |
| 2010 | Alright Armando                                          | Erstveröffentlichung: 8. Juni 2010 feat. Machel Montano                 |
| 2012 | I Like – The Remix –                                     | Erstveröffentlichung: 30. Januar 2012 feat. Enrique Iglesias & Afrojack |
| 2012 | Bad (Remix By Afrojack feat. Pitbull – DJ Buddha Edit) – | Erstveröffentlichung: 14. August 2012 mit Michael Jackson               |
| 2012 | Echa Pa’lla (Manos Pa’rriba) Global Warming              | Erstveröffentlichung: 16. Juli 2012 feat. Papayo                        |
| 2012 | Ai Se Eu Te Pego (If I Get Ya) (Mr. Worldwide Remix) –   | Erstveröffentlichung: 2. November 2012 mit Michel Teló                  |

## Statistik

### Chartauswertung
|                     | DE    | AT    | CH    | UK    | US     |
| ------------------- | ----- | ----- | ----- | ----- | ------ |
| Nummer-eins-Alben   | DE—DE | AT—AT | CH—CH | UK—UK | US—US  |
| Top-10-Alben        | DE1DE | AT2AT | CH2CH | UK—UK | US2US  |
| Alben in den Charts | DE4DE | AT4AT | CH7CH | UK2UK | US13US |

|                       | DE     | AT     | CH     | UK     | US     |
| --------------------- | ------ | ------ | ------ | ------ | ------ |
| Nummer-eins-Singles   | DE2DE  | AT3AT  | CH1CH  | UK3UK  | US2US  |
| Top-10-Singles        | DE12DE | AT15AT | CH12CH | UK13UK | US10US |
| Singles in den Charts | DE42DE | AT36AT | CH38CH | UK32UK | US45US |

### Auszeichnungen für Musikverkäufe
| Land/RegionAuszeichnungen für Musikverkäufe (Land/Region, Auszeichnungen, Verkäufe, Quellen) | Silber     | Gold         | Platin         | Diamant     | Verkäufe   | Quellen                           |
| -------------------------------------------------------------------------------------------- | ---------- | ------------ | -------------- | ----------- | ---------- | --------------------------------- |
| Australien (ARIA)                                                                            | —          | 7× Gold7     | 65× Platin65   | —           | 4.785.000  | aria.com.au                       |
| Belgien (BRMA)                                                                               | —          | 9× Gold9     | 2× Platin2     | —           | 195.000    | ultratop.be                       |
| Brasilien (PMB)                                                                              | —          | 4× Gold4     | 4× Platin4     | 3× Diamant3 | 1.080.000  | pro-musicabr.org.br               |
| Dänemark (IFPI)                                                                              | —          | 14× Gold14   | 25× Platin25   | —           | 1.160.000  | ifpi.dk                           |
| Deutschland (BVMI)                                                                           | —          | 11× Gold11   | 14× Platin14   | Diamant1    | 7.450.000  | musikindustrie.de                 |
| Finnland (IFPI)                                                                              | —          | 3× Gold3     | Platin1        | —           | 69.037     | ifpi.fi                           |
| Frankreich (SNEP)                                                                            | —          | Gold1        | 2× Platin2     | —           | 1.250.466  | infodisc.fr snepmusique.com       |
| Indien (IMI)                                                                                 | —          | —            | 3× Platin3     | —           | 18.000     | Einzelnachweise                   |
| Indonesien (ASIRI)                                                                           | —          | —            | Platin1        | —           | 10.000     | Einzelnachweise                   |
| Italien (FIMI)                                                                               | —          | 8× Gold8     | 21× Platin21   | —           | 985.000    | fimi.it                           |
| Japan (RIAJ)                                                                                 | —          | 7× Gold7     | 2× Platin2     | —           | 950.000    | riaj.or.jp JP2                    |
| Kanada (MC)                                                                                  | —          | 5× Gold5     | 58× Platin58   | —           | 4.640.000  | musiccanada.com                   |
| Mexiko (AMPROFON)                                                                            | —          | 20× Gold20   | 20× Platin20   | Diamant1    | 2.200.000  | amprofon.com.mx                   |
| Neuseeland (RMNZ)                                                                            | —          | 5× Gold5     | 43× Platin43   | —           | 1.162.500  | aotearoamusiccharts.co.nz NZ2 NZ3 |
| Niederlande (NVPI)                                                                           | —          | Gold1        | —              | —           | 25.000     | nvpi.nl                           |
| Norwegen (IFPI)                                                                              | —          | —            | 34× Platin34   | —           | 340.000    | ifpi.no                           |
| Österreich (IFPI)                                                                            | —          | 8× Gold8     | 4× Platin4     | —           | 235.000    | ifpi.at                           |
| Polen (ZPAV)                                                                                 | —          | 3× Gold3     | 4× Platin4     | —           | 130.000    | olis.pl                           |
| Portugal (AFP)                                                                               | —          | Gold1        | 2× Platin2     | —           | 25.000     | Einzelnachweise                   |
| Russland (NFPF)                                                                              | —          | —            | 2× Platin2     | —           | 400.000    | Einzelnachweise                   |
| Schweden (IFPI)                                                                              | —          | 3× Gold3     | 23× Platin23   | —           | 980.000    | sverigetopplistan.se              |
| Schweiz (IFPI)                                                                               | —          | 7× Gold7     | 14× Platin14   | —           | 605.000    | hitparade.ch                      |
| Singapur (RIAS)                                                                              | —          | 2× Gold2     | —              | —           | 10.000     | rias.org.sg                       |
| Spanien (Promusicae)                                                                         | —          | 9× Gold9     | 37× Platin37   | —           | 1.640.000  | elportaldemusica.es               |
| Südkorea (KMCA)                                                                              | —          | —            | —              | —           | 1.282.963  | Einzelnachweise                   |
| Ungarn (MAHASZ)                                                                              | —          | Gold1        | —              | —           | 3.000      | slagerlistak.hu                   |
| Vereinigte Staaten (RIAA)                                                                    | —          | 12× Gold12   | 78× Platin78   | 3× Diamant3 | 78.535.000 | riaa.com                          |
| Vereinigtes Königreich (BPI)                                                                 | 7× Silber7 | 3× Gold3     | 31× Platin31   | —           | 14.900.000 | bpi.co.uk                         |
| Insgesamt                                                                                    | 7× Silber7 | 144× Gold144 | 490× Platin490 | 8× Diamant8 |            |                                   |